# تامی بارنت (بازیکن فوتبال)
تامی بارنت (انگلیسی: Tommy Barnett; ۱۱ نوامبر ۱۹۰۸ – ۹ ژوئیهٔ ۱۹۸۶) بازیکن فوتبال اهل بریتانیا بود.
از باشگاه‌هایی که در آن بازی کرده‌است می‌توان به باشگاه فوتبال منچستر یونایتد اشاره کرد.